# Cimetière de Berlin-Wilmersdorf

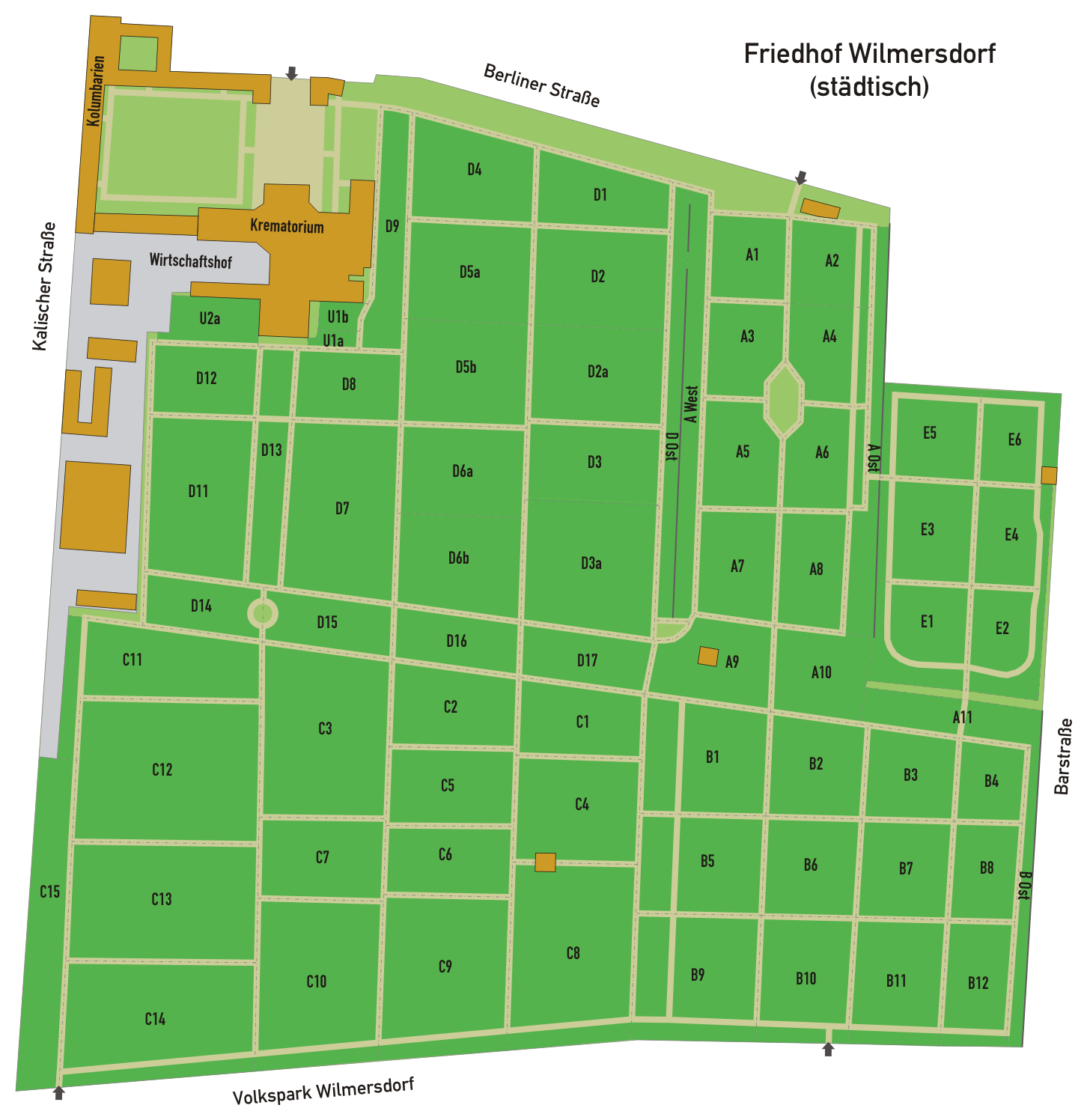
Plan du cimetière

Le cimetière de Berlin-Wilmersdorf (Friedhof Berlin-Wilmersdorf) est un cimetière à Berlin-Wilmersdorf, fondé en 1885-1886. Il s'étend sur une surface de 10,12 hectares et a été agrandi plusieurs fois. Les sections A, B et D sont des jardins protégés de l'État de Berlin. Un crématorium a été construit avec un colombarium au moment de l'extension du cimetière en 1919-1923, mais il n'y a plus de crémation depuis 1990.

## Histoire
Le cimetière a été fondé au sud de la Berliner Straße, à l'ouest de la limite de Wilmersdorf, sur une superficie d'un hectare. Une chapelle est construite en son milieu, en 1887, et des allées de platanes et de tilleuls sont plantées. Il est ceint de murs contre lesquels sont érigées des sépultures monumentales. La chapelle du cimetière est sévèrement endommagée à la fin de la Seconde Guerre mondiale et détruite en conséquence. Le parvis en rotonde qui y mène subsiste et l'emplacement de la chapelle est planté aujourd'hui de rhododendrons. L'ancienne entrée principale est aujourd'hui une entrée latérale donnant sur la Berliner Straße.

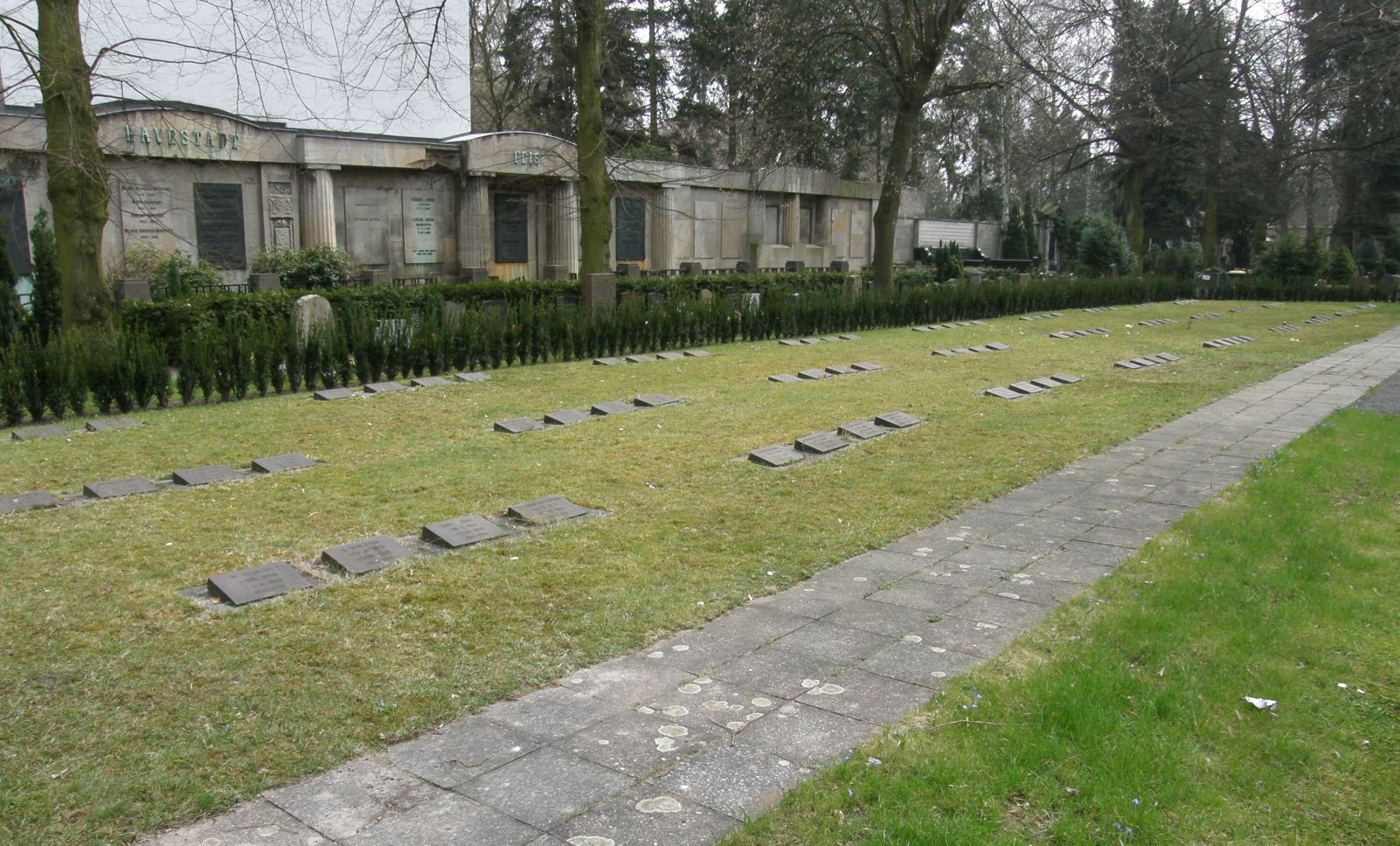
Sépultures de victimes de la Seconde Guerre mondiale se trouvant dans la section A

Des agrandissements successifs ont lieu entre 1906 et 1915 au sud, à l'ouest et à l'est du cimetière. Les allées intérieures sont prolongées à angle droit. La Wilhelmsnaue, vers l'ouest, et la Briener Straße, vers le sud, sont également prolongées et élargies. Mais elles perdent leur utilité dans les années 1950, avec la construction d'une gare routière.

## Sépultures remarquables

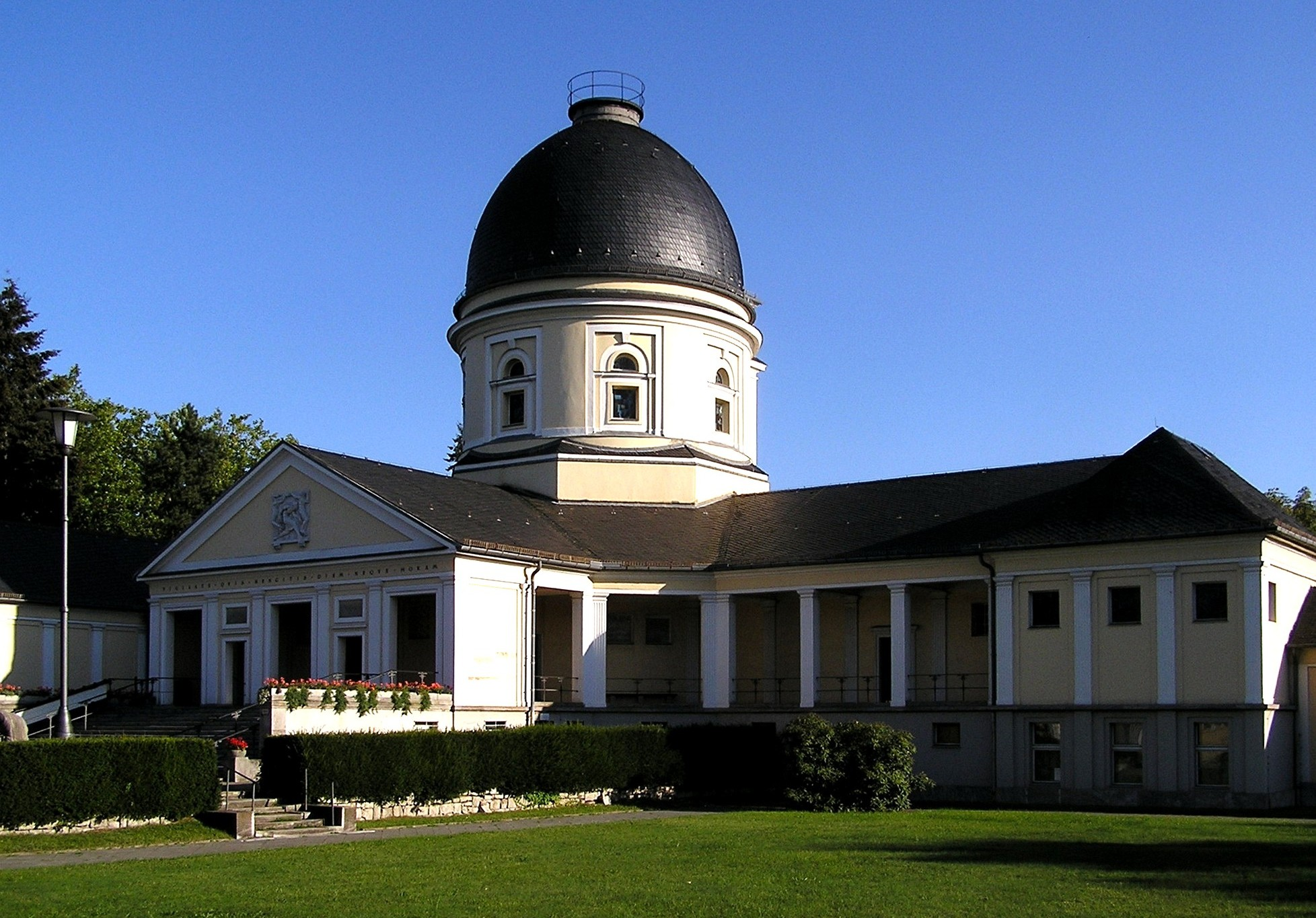
Vue de l'ancien crématorium, édifice protégé
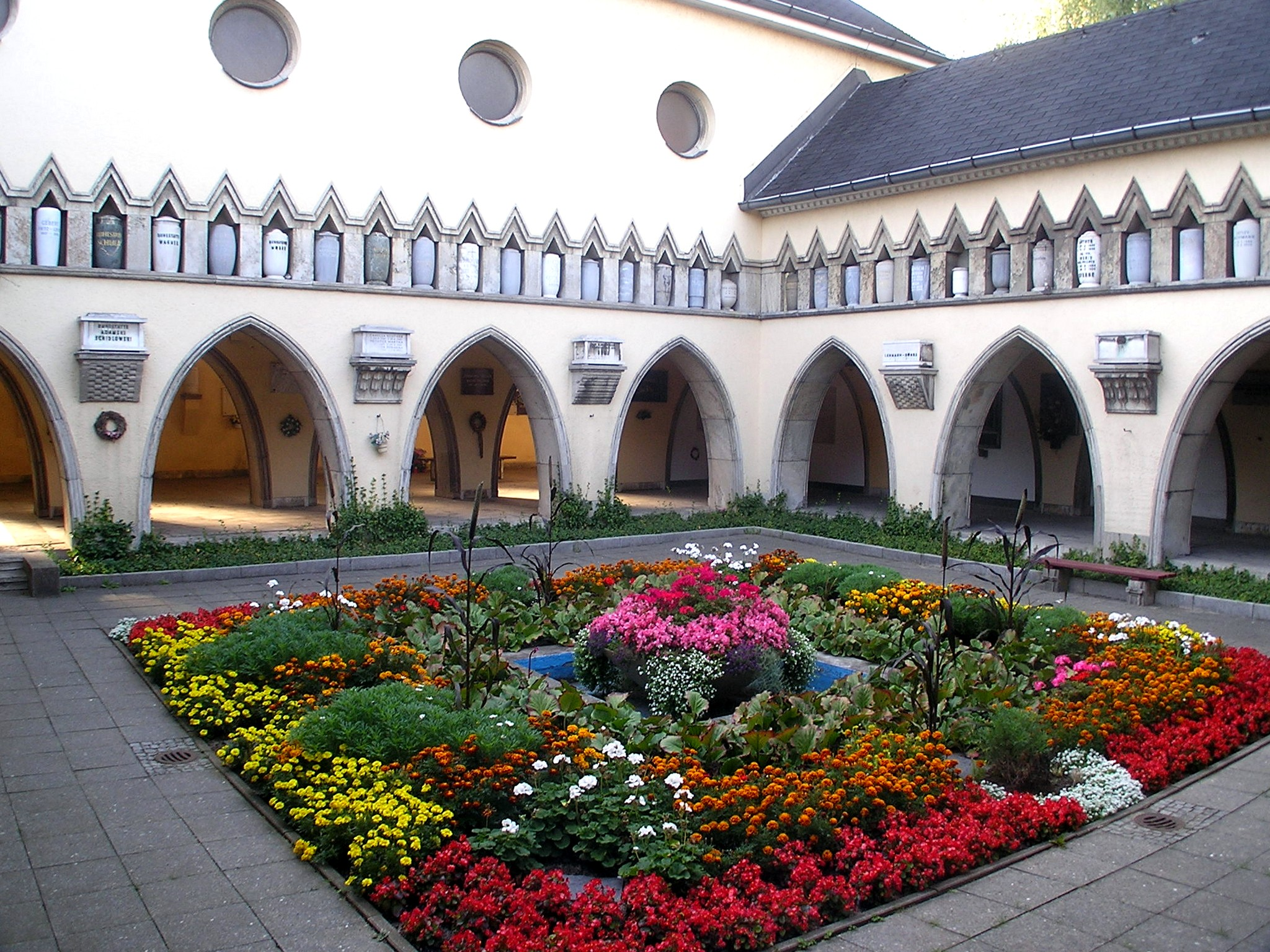
Vue du jardin du colombarium en style gothico-mauresque
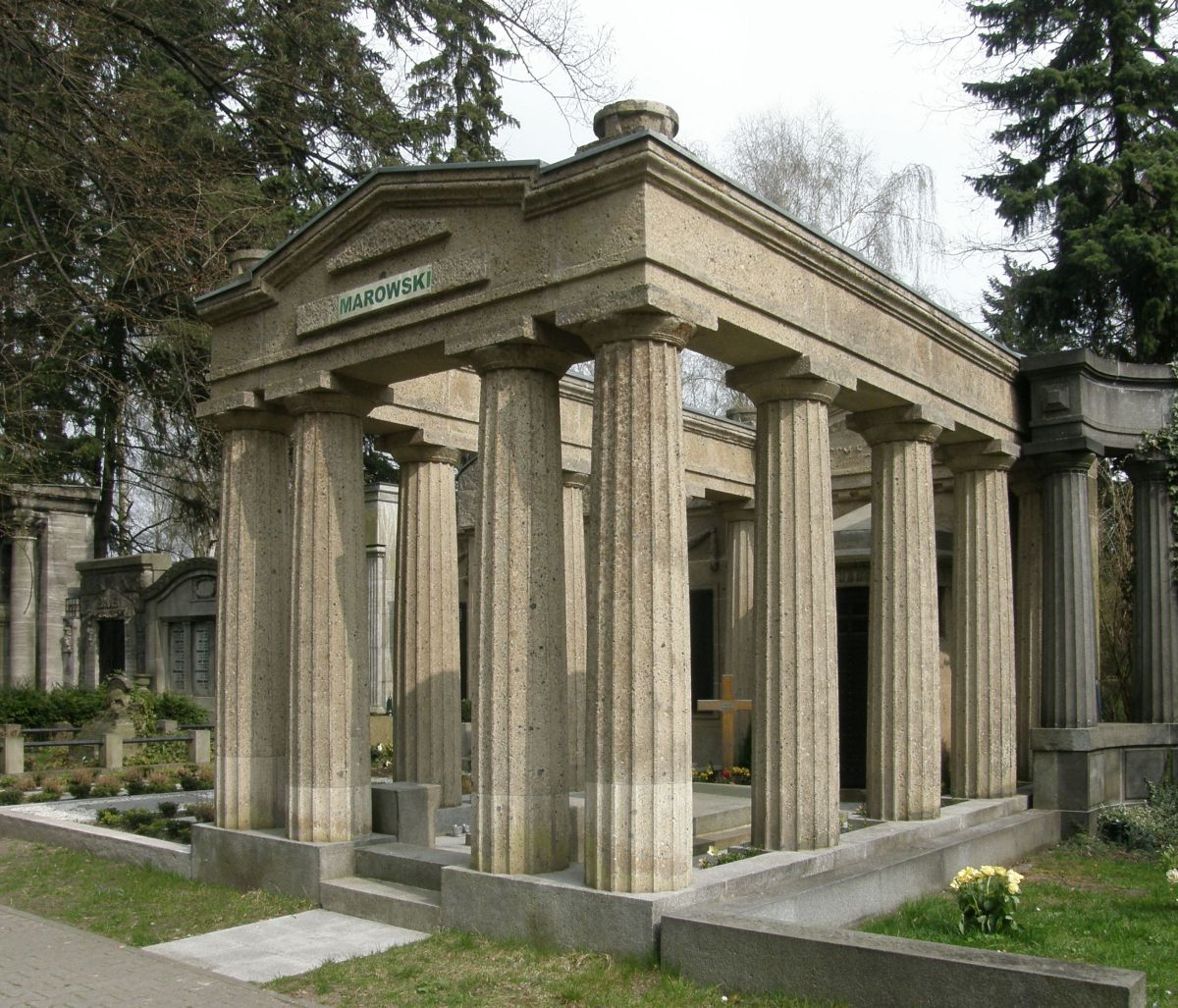
Sépulture de la famille von Dincklage
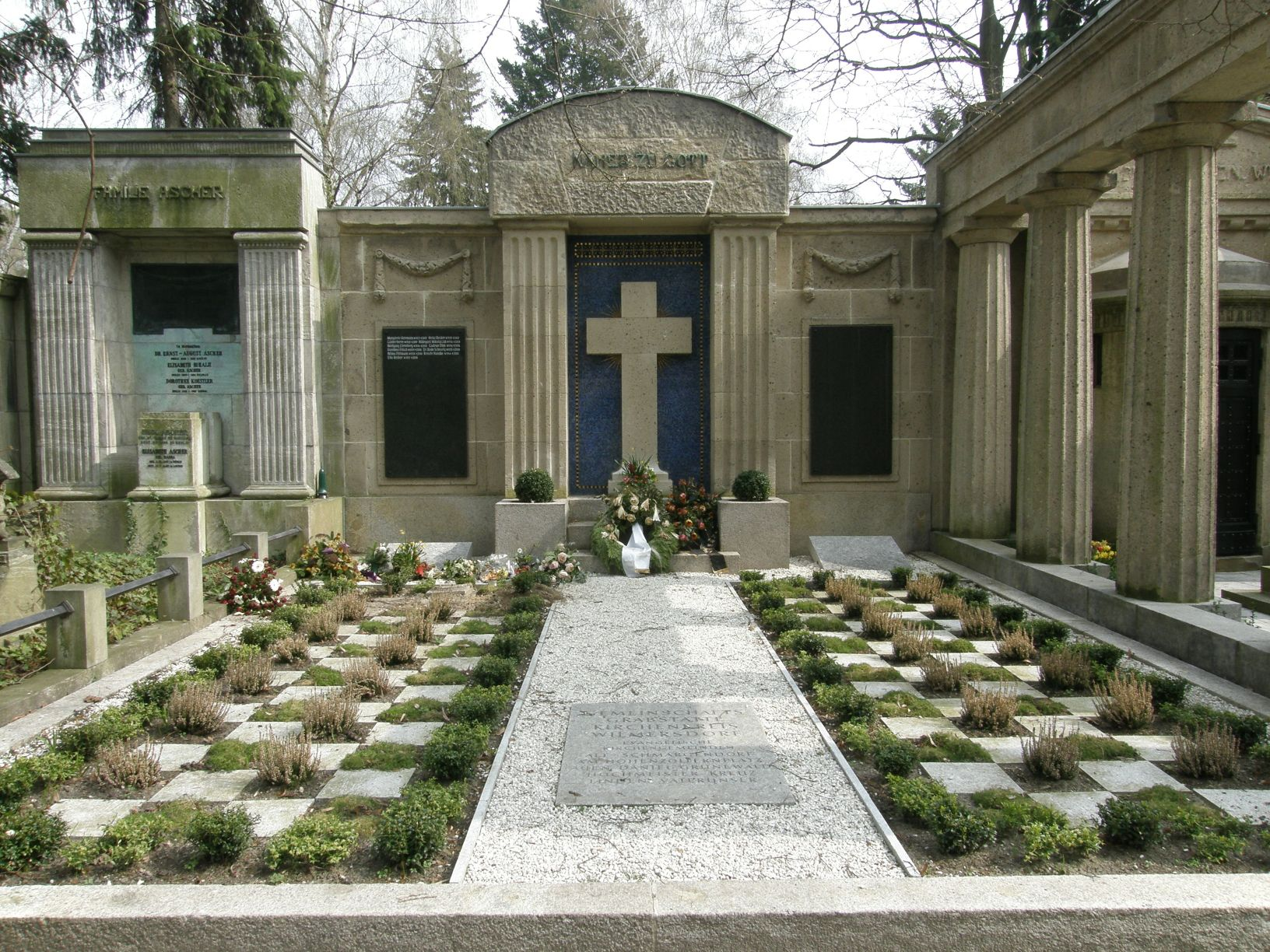
Sépulture de la famille von Loebell

Les sépultures de la fin du XIXe siècle et du début du XXe siècle sont dignes d'intérêt d'un point de vue artistique et architectonique, et un certain nombre d'entre elles sont l'œuvre de Hans Dammann. On peut retenir ainsi la sépulture de la famille von Dincklage en forme de temple grec à colonnes doriques, construite en 1907 d'abord pour le baron Ildefonso von Dincklage, capitaine de cavalerie. Elle a été restaurée en 2007. La sépulture de la famille von Loebell (section A) est aussi remarquable. Elle a été érigée en 1911 pour la mort de Dietrich von Loebell, âgé de vingt ans, fils de Friedrich Wilhelm von Loebell (1855-1931), homme politique allemand et ancien ministre de l'Intérieur du royaume de Prusse de 1914 à 1917.

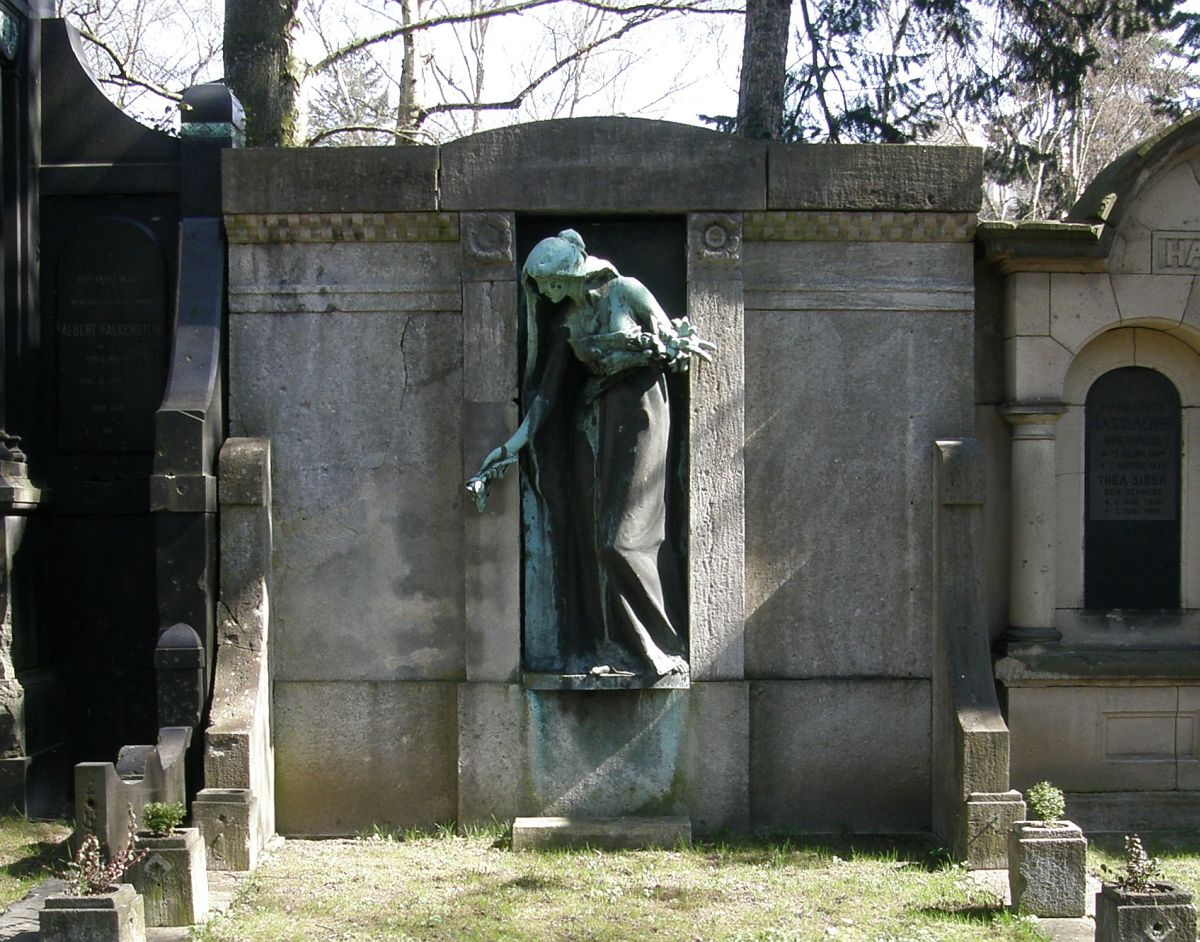
Sépulture de la famille Wislicenus-Finzelberg

La sépulture Jugendstil de la famille Wislicenus-Finzelberg (section A) est décorée d'un sculpture (1910) de Lili Wislicenus-Finzelberg et abrite depuis 1899 la dépouille du peintre d'Histoire Hermann Wislicenus (1825-1899), puis d'autres membres de la famille, dont son fils, le peintre Hans Wislicenus (1864-1939), et son épouse, la sculptrice Lilli Wislicenus-Finzelberg (1872-1939). On remarque aussi un bas-relief à l'ange, œuvre de Norbert Pfretzschner (de) au-dessus de l'ancienne tombe de la famille Gieseler, sur le mur ouest du vieux cimetière, ainsi que plusieurs sculptures de membres de l'école de sculpture de Berlin.

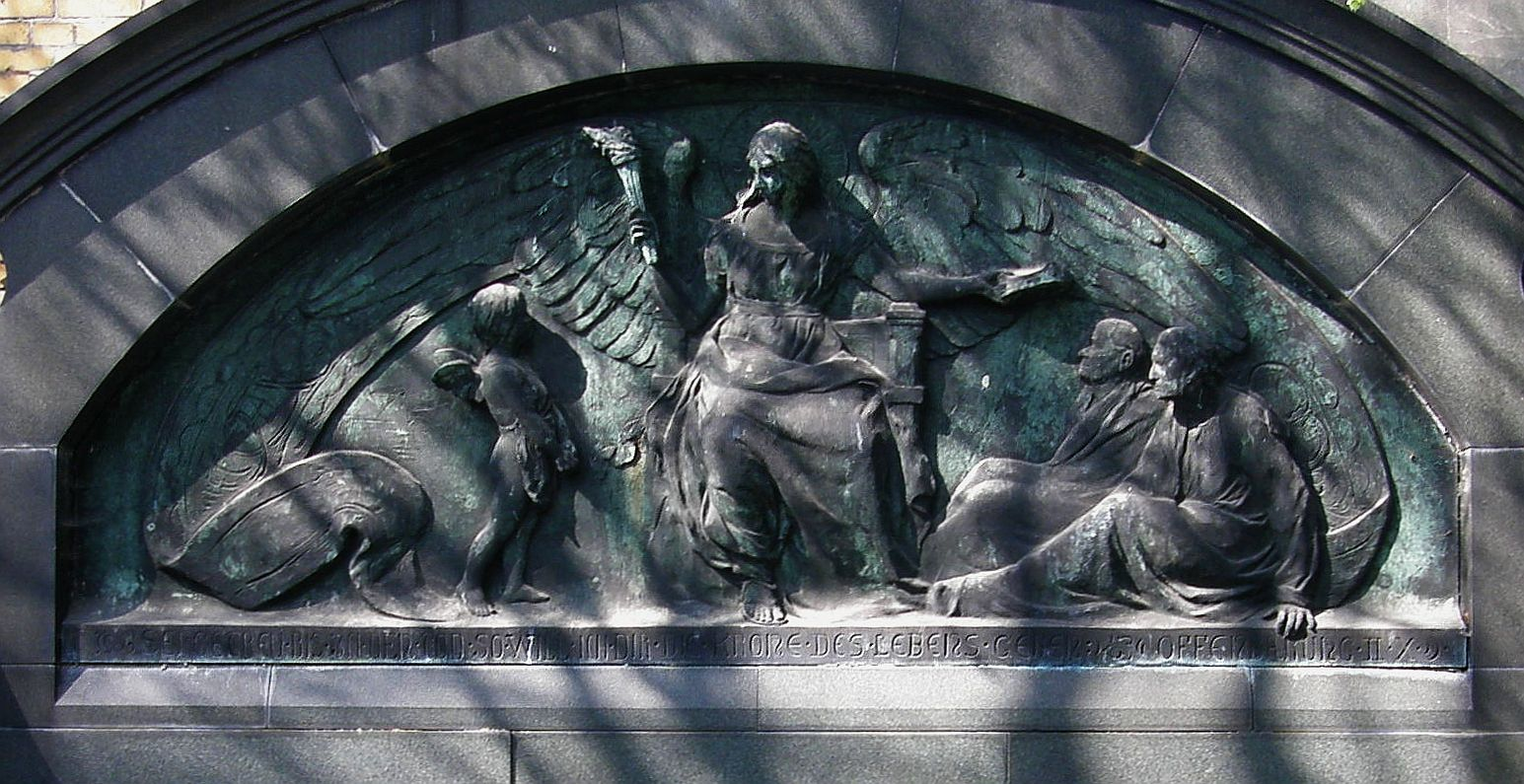
Bas-relief de l'ancienne tombe Gieseler
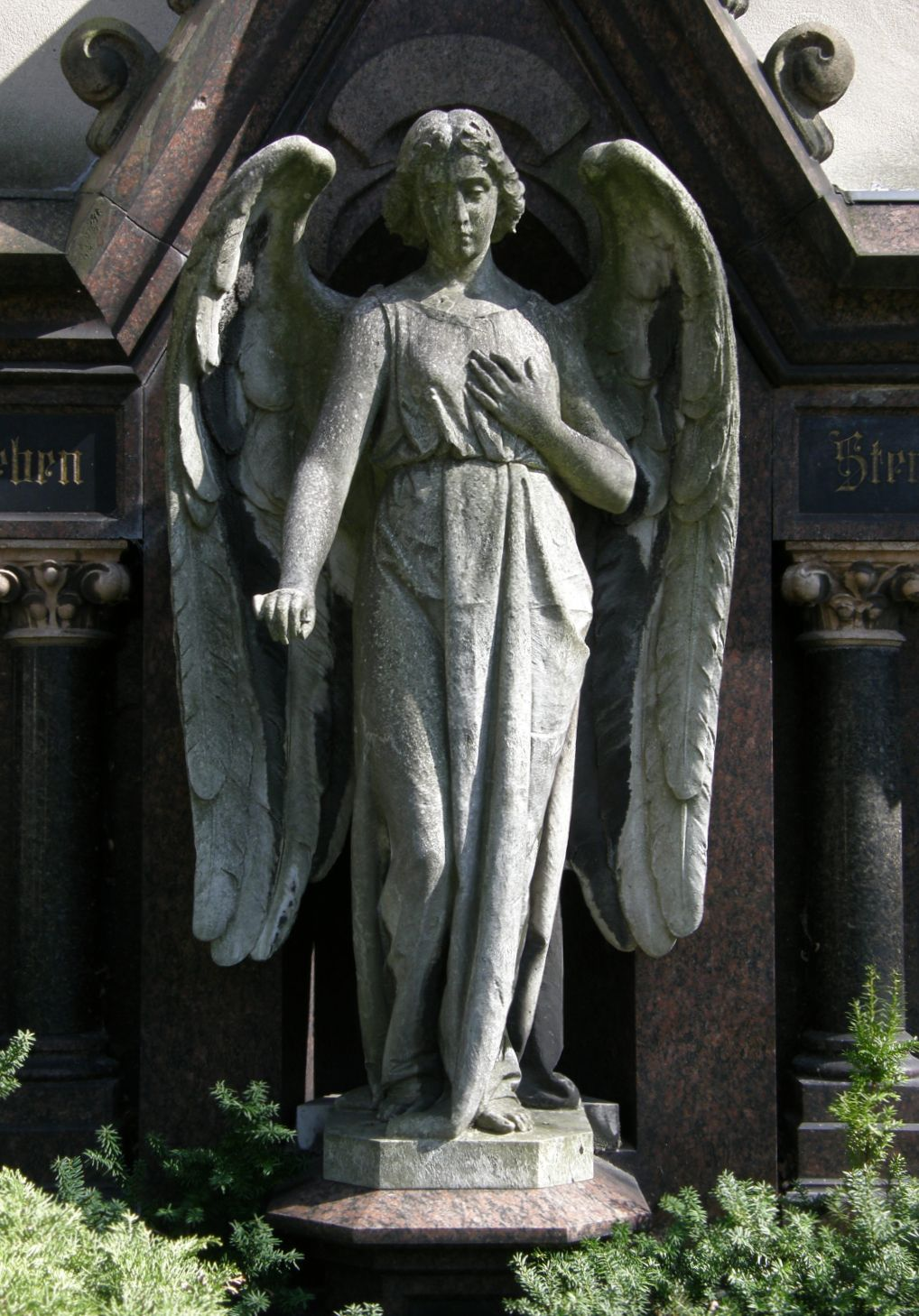
Ange de marbre d'August Bauer sur la sépulture Bolze (section A est)
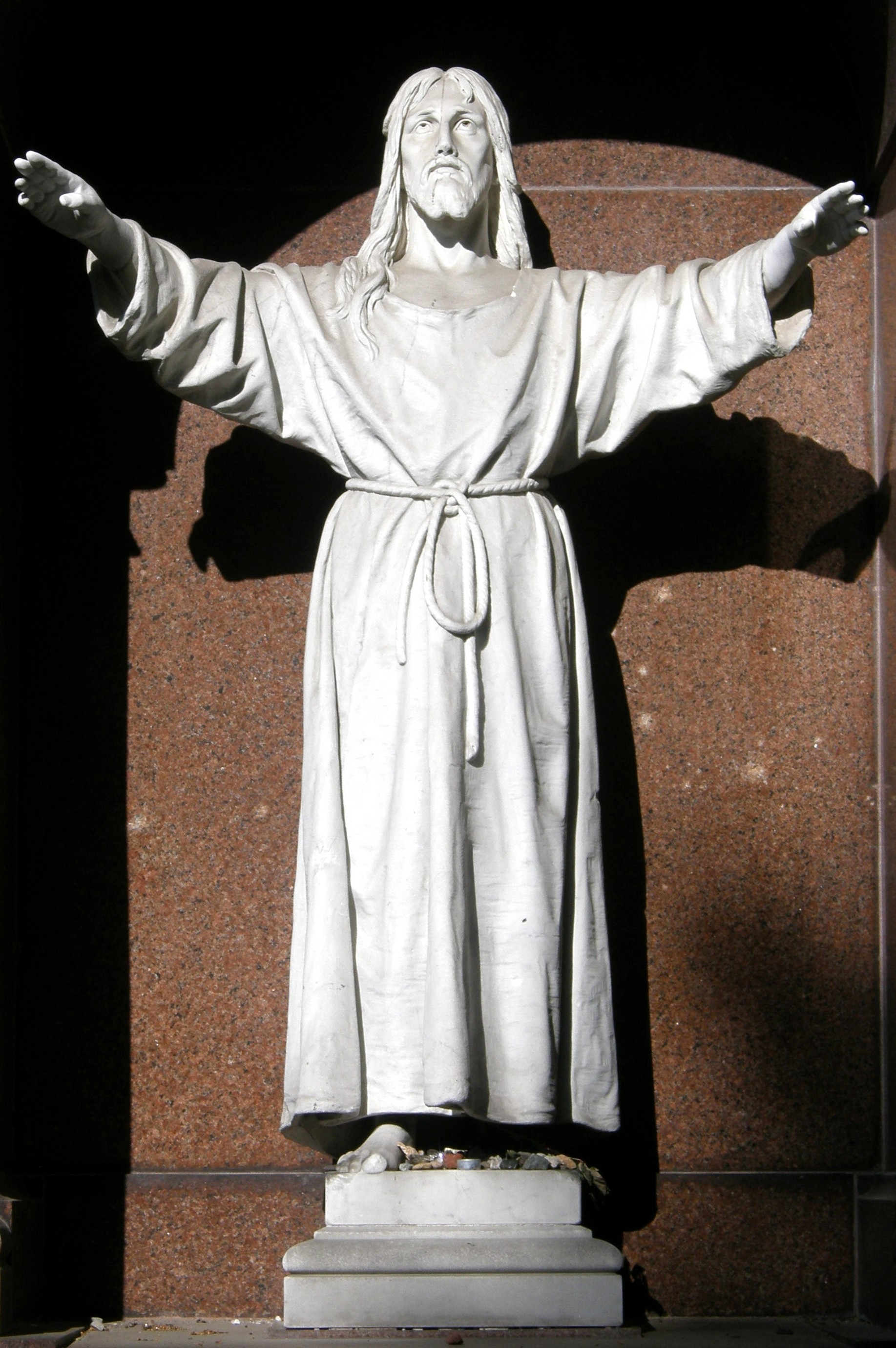
Christ de Franz Ochs sur l'ancienne sépulture Blisse-Ochs (section A ouest)
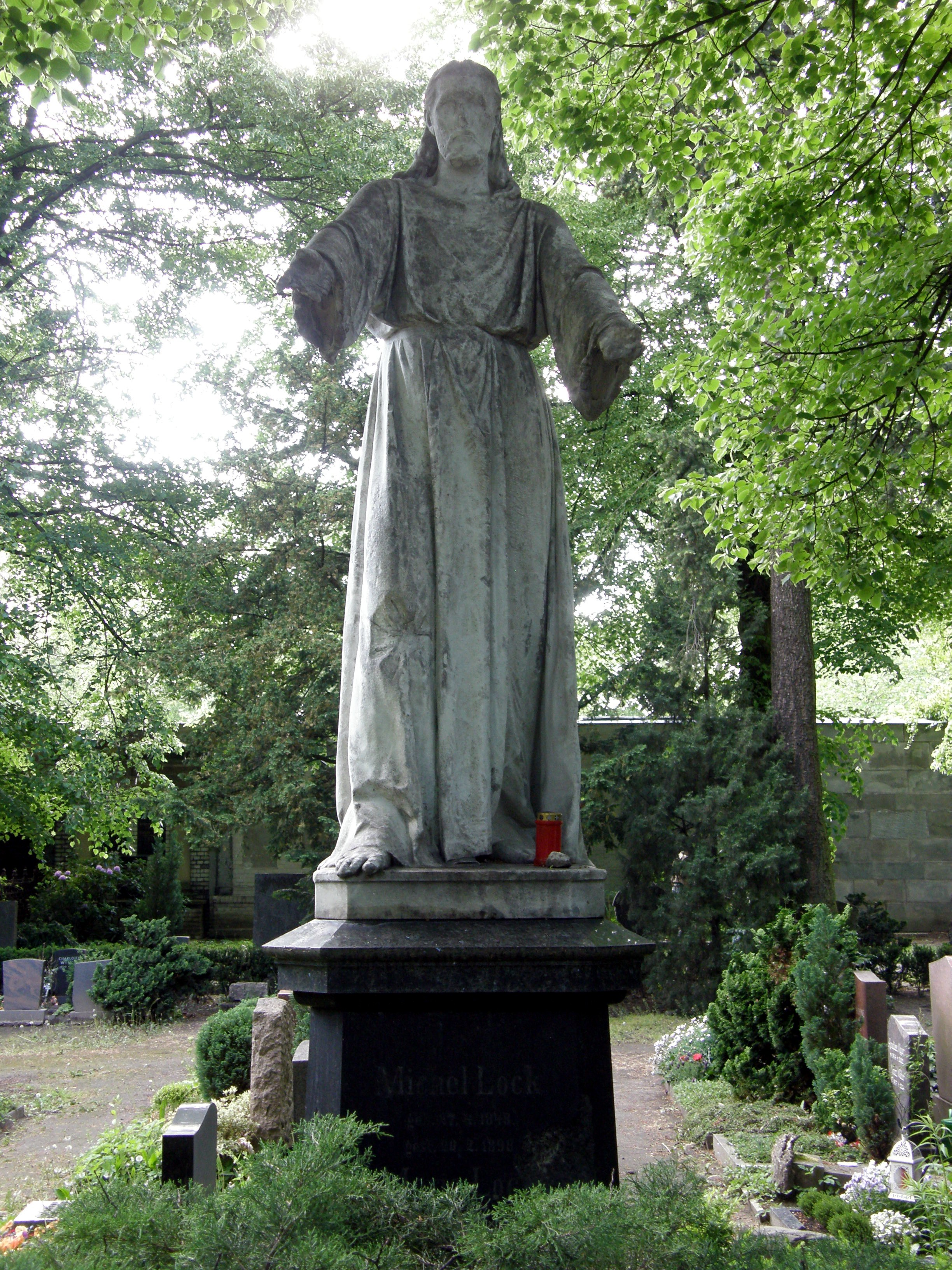
Christ de Michel Lock (de) (1848-1898) sur sa tombe
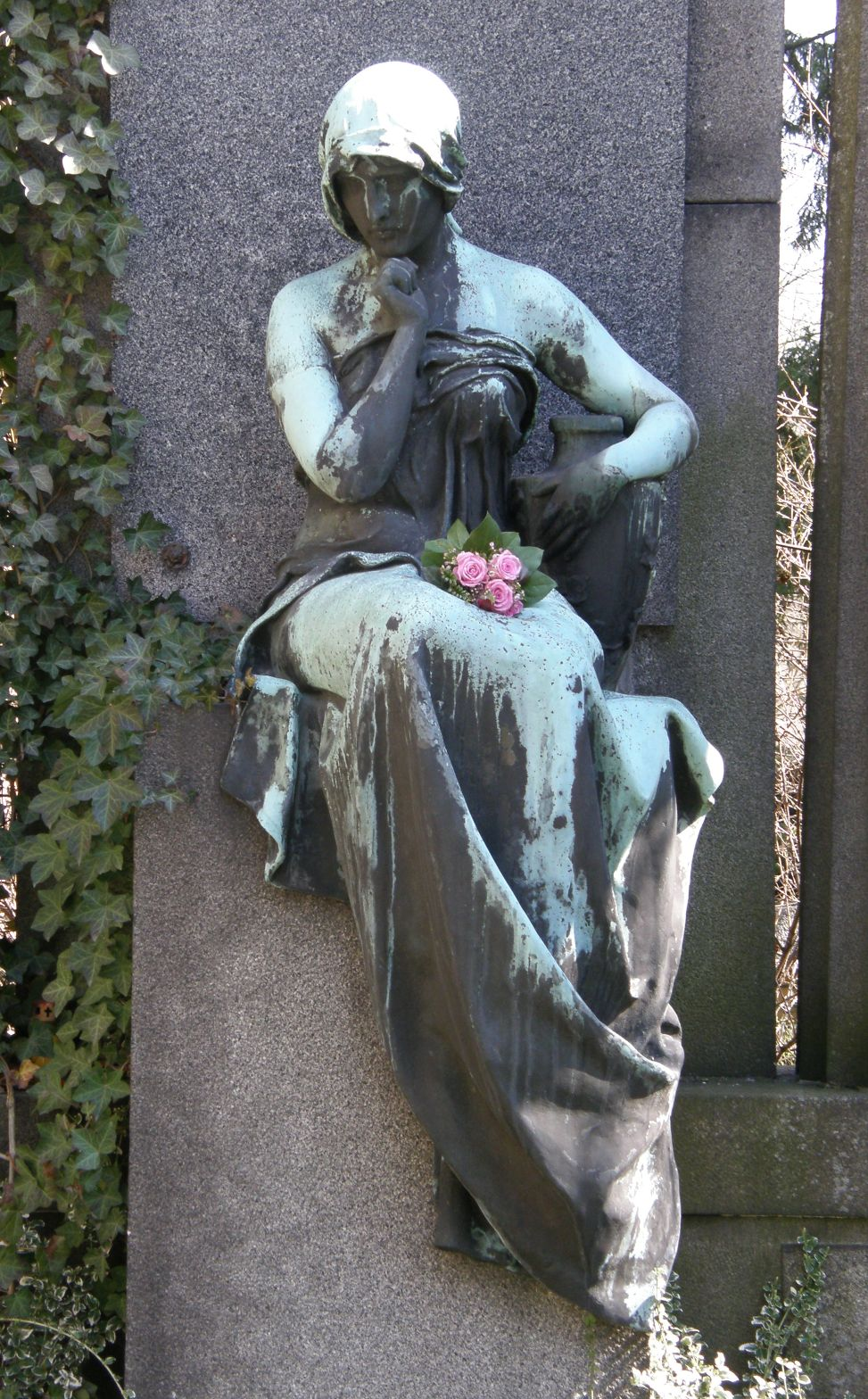
Sculpture de Hans Dammann
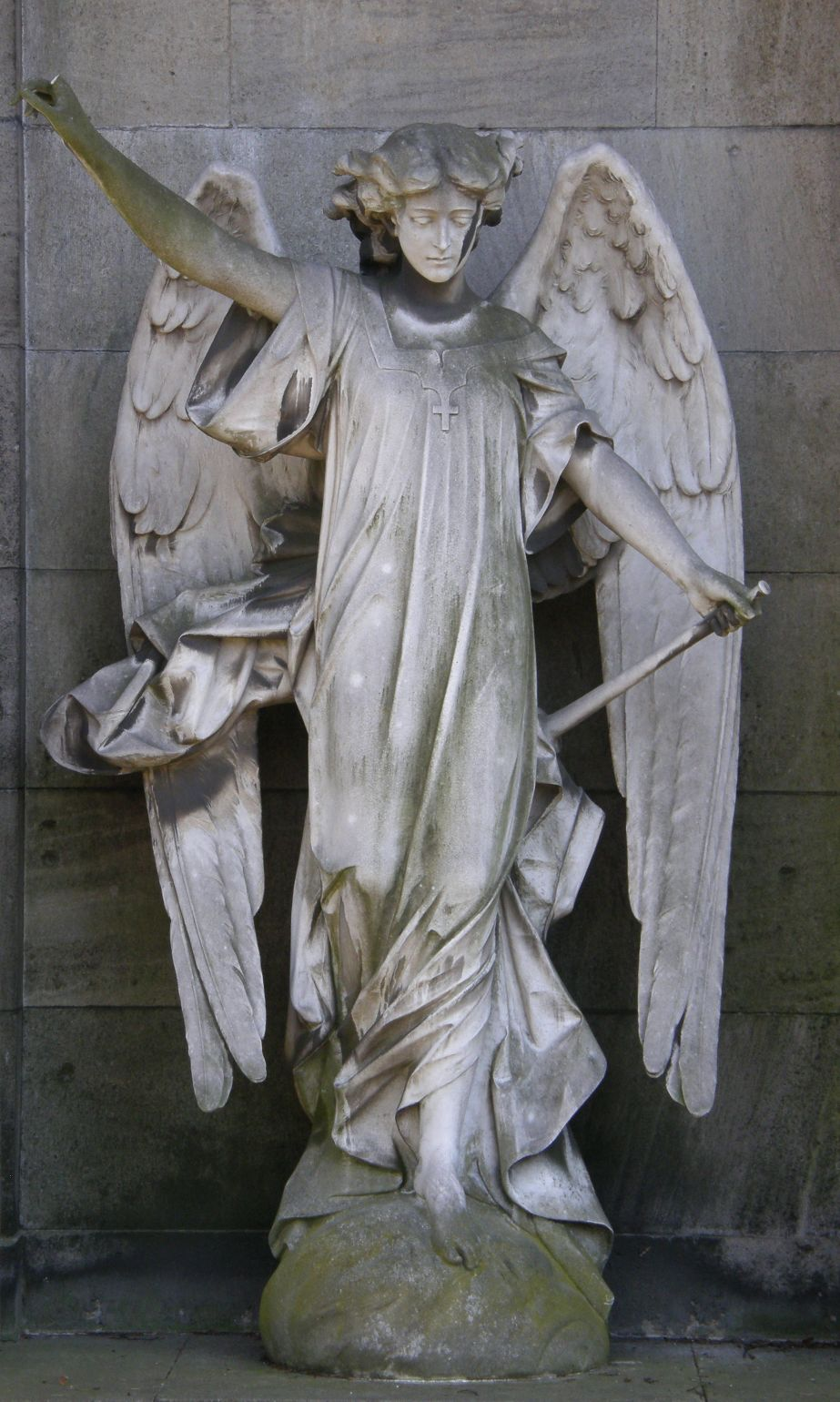
Ange de Louis John pour la sépulture de la famille von Hemmersberg

## Personnalités inhumées
- Otto Antoine (1865-1951), peintre

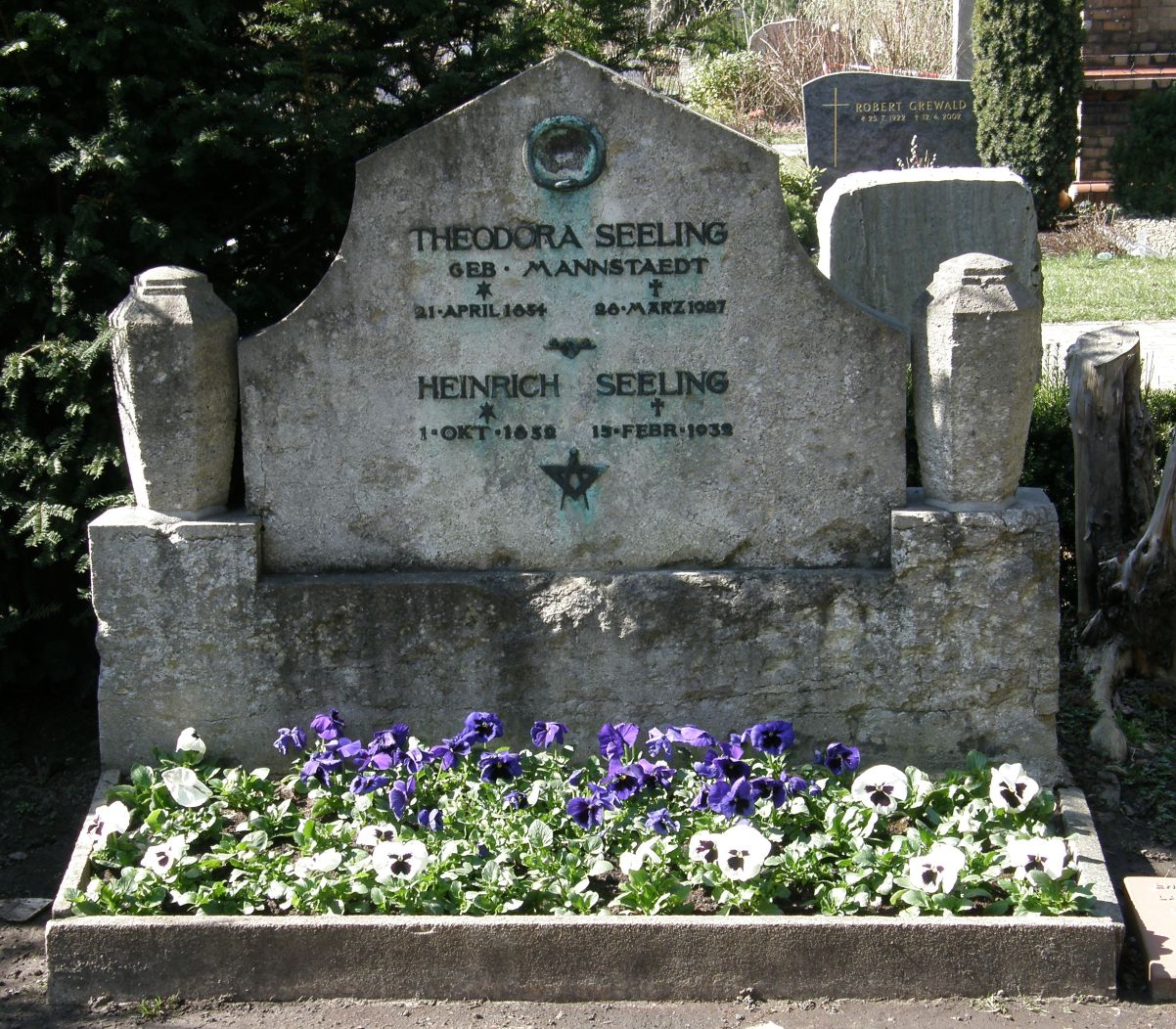
Tombe d'Heinrich Seeling

- Hans Arnold (de) (1860-1913), sculpteur (tombe non conservée)
- Max Baumbach (1859-1915), sculpteur (tombe non conservée)
- Giuseppe Becce (1877-1973), compositeur
- Wilhelm Beckmann (1852-1942), peintre
- Peter Behrens (1868-1940), architecte (tombe non conservée)
- Rudolf Biebrach (1866-1938), cinéaste
- Christian Blisse (de) (1823-1905), grand propriétaire
- Carl Bohm (1844-1920), compositeur (tombe non conservée)
- Curt Bois (1901-1991), acteur (pas de tombe)
- Richard Börnstein (de) (1852-1913), météorologue
- August von Borries (1852-1906), ingénieur (tombe non conservée)
- Alexander Calandrelli (1834-1903), sculpteur (tombe non conservée)
- Max Contag (de) (1852-1930), ingénieur
- Emil Doepler (1855-1922), peintre (tombe non conservée)
- Julius Ehrentraut (de) (1841-1923), peintre (tombe non conservée)
- Max Delbrück (de) (1850-1919), chimiste (tombe non conservée)
- Nikolaus Geiger (1849-1897), sculpteur (tombe non conservée)
- Otto Geyer (1849-1897), sculpteur (tombe non conservée)
- Wilhelm Grube (1855-1908), sinologue (tombe non conservée)
- Heinrich Grünfeld (de) (1855-1931), musicien (tombe non conservée)
- Gottlieb Haberlandt (1854-1945), botaniste
- Otto Hammann (de) (1852-1928), juriste (tombe non conservée)
- Otto Hauser (1874-1932), archéologue, préhistorien et marchand d'art suisse
- Christian Havestadt (de) (1852-1908), architecte
- Wolf Hilbertz (1938-2007), architecte
- Julius Jacob le Jeune (de) (1842-1929), peintre
- Gerhard Janensch (de) (1860-1933), sculpteur et peintre (tombe non conservée)
- Carl Klönne (de) (1850-1915), banquier
- Reinhard Kolldehoff (1914-1995), acteur
- Bernhard Kühn (de) (1838-1917), architecte (tombe non conservée)
- Michel Lock (de) (1948-1898), sculpteur
- Heinrich Müller-Breslau (1851-1925), ingénieur
- Ernst Niekisch (1889-1967), idéologue
- Richard Ohmann (de) (1850-1910), sculpteur
- Jakob Riesser (de) (1853-1932), député du Reichstag
- Maximilian Runze (de) (1849-1931), pasteur (tombe non conservée)
- Otto Schramm (de) (1845-1902), entrepreneur
- F. Albert Schwartz (de) (1836-1905), photographe (tombe non conservée)
- Heinrich Seeling (1852-1932), architecte
- Fritz Theile (1884-1911), coureur cycliste
- Rudolf Tobias (1873-1918), compositeur (tombe transférée en Estonie en 1992
- Cuno von Uechtritz-Steinkirch (1856-1908), sculpteur (tombe non conservée)
- Georg Voß (de) (1854-1932), historien de l'art (tombe non conservée)
- Lilli Wislicenus-Finzelberg (1877-1939), sculptrice
- Hans Wislicenus (1864-1939), peintre
- Hermann Wislicenus (1825-1899), peintre

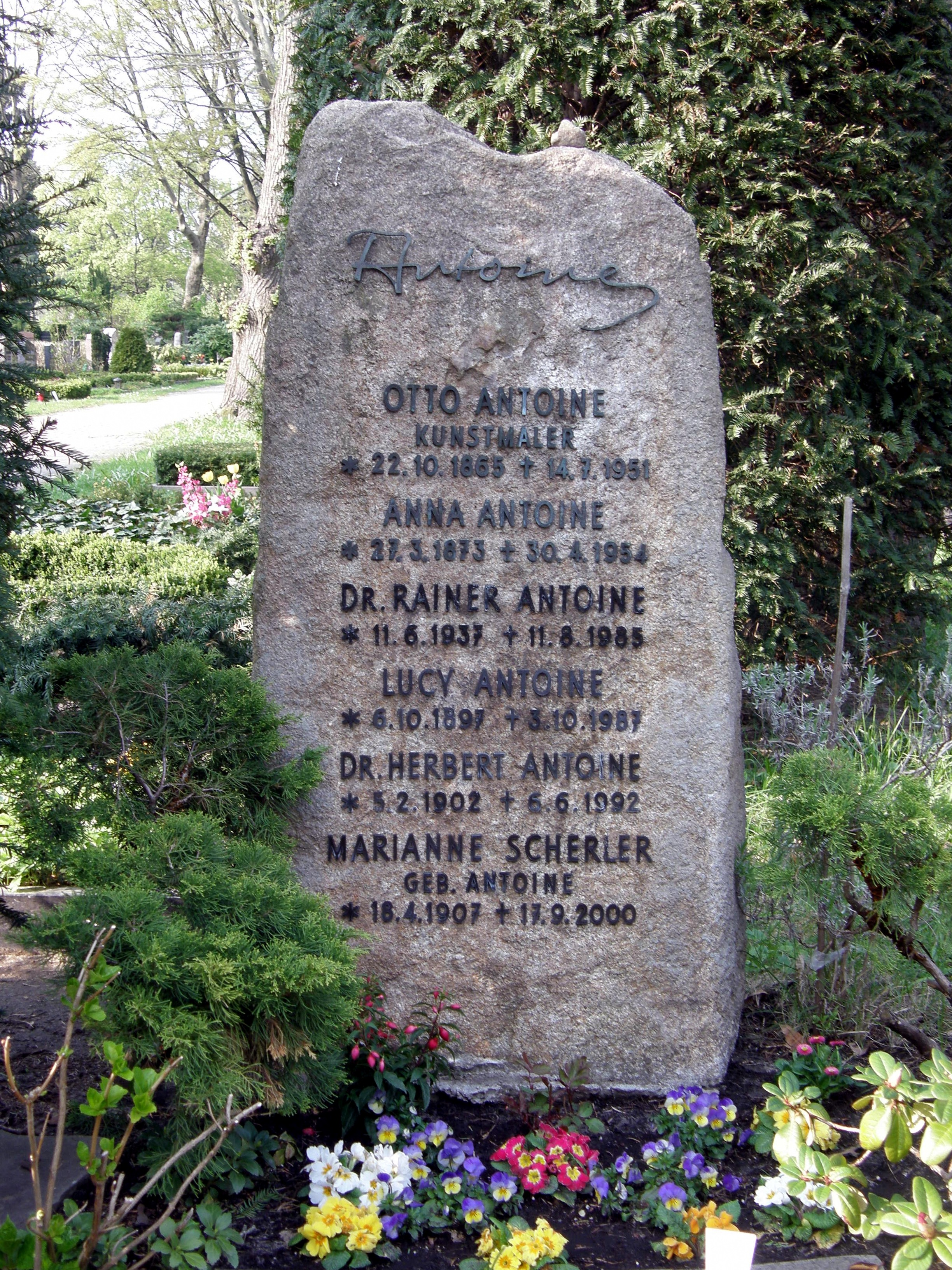
Tombe d'Otto Antoine
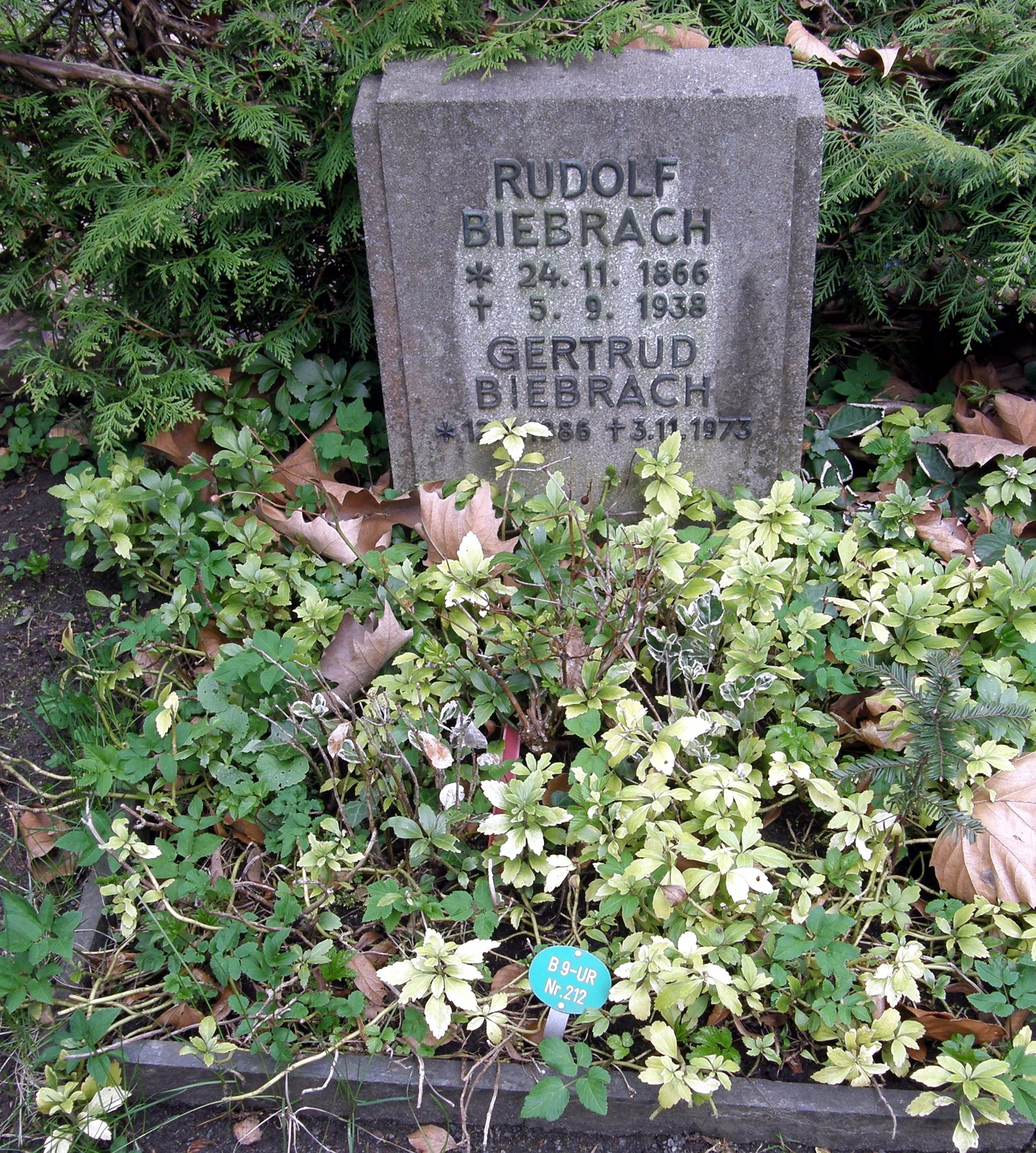
Tombe de Rudolf Biebrach
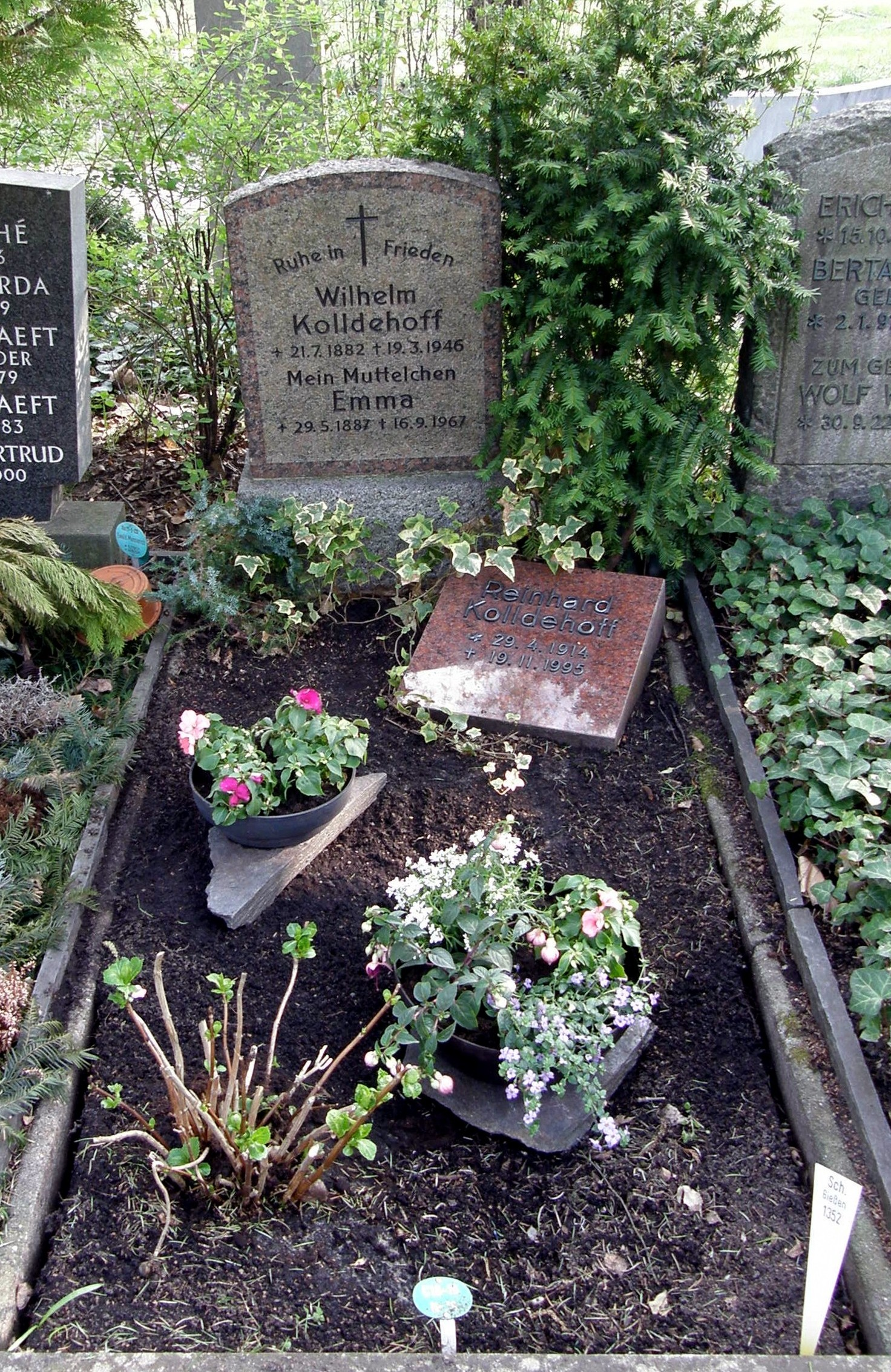
Tombe de Reinhard Kolldehoff
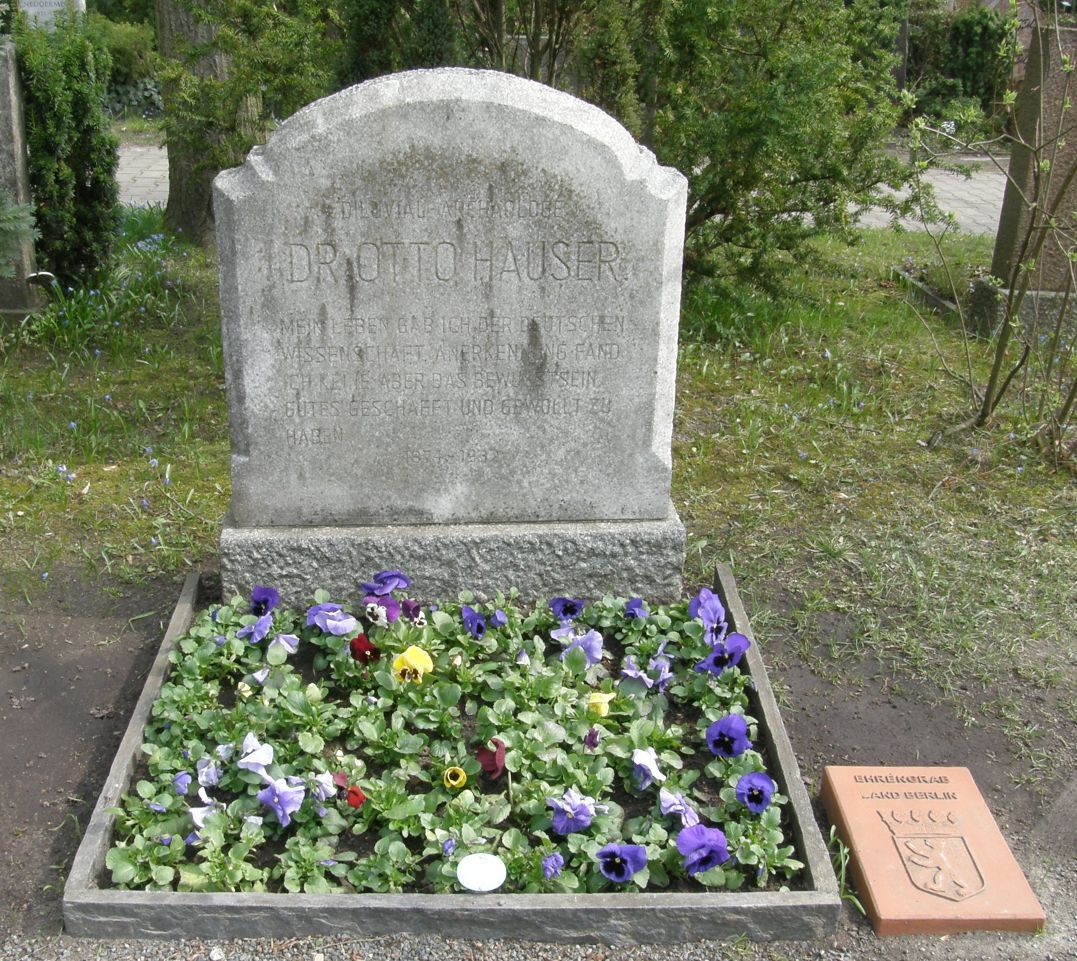
Tombe d'Otto Hauser
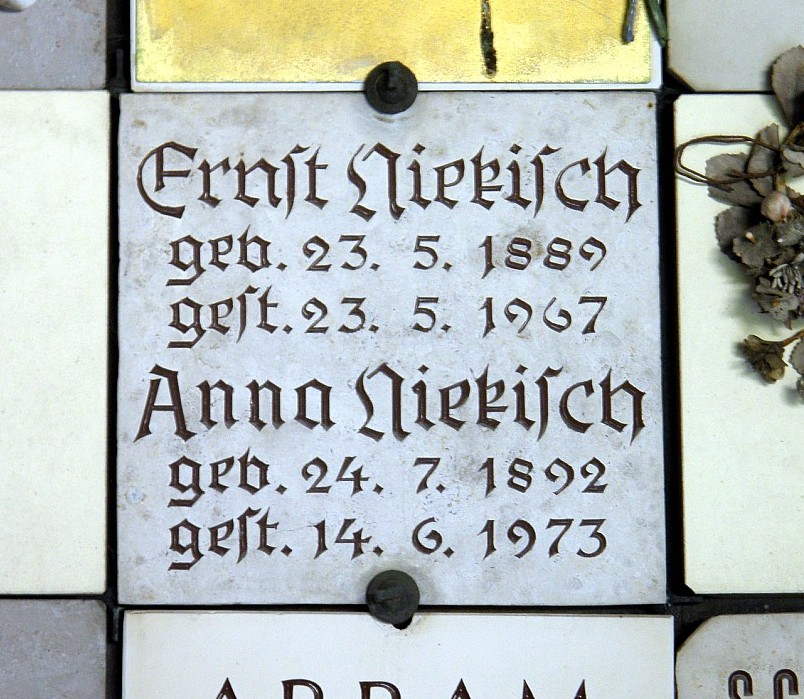
Plaque de l'urne d'Ernst Niekisch